# Blastomycose
Blastomycose is een infectie veroorzaakt door de dimorfe schimmel Blastomyces dermatitidis. De ziekte komt voor in de zuidoostelijke en centraal zuidelijke Verenigde Staten en in Canada (Ontario) en wordt verkregen door het inademen van conidiën van de schimmel, die in de longen als gistvorm gaan groeien. Vandaaruit kan verspreiding door het bloed naar andere delen van het lichaam zoals de huid, botten, genitaliën en de hersenen, optreden.
De incubatieperiode is 30 tot 100 dagen, maar ten minste 50% van alle infecties verlopen symptoomloos.
Amfotericine B is bij symptomatische infectie het geneesmiddel van eerste keuze. Itraconazol wordt ook wel toegepast